# Georg von Meyendorff (Forschungsreisender)
Georg von Meyendorff, vollständig Baron Georg Wolter Konrad von Meyendorff, russisch Егор Казимирович Мейендорф, Jegor Kasimirowitsch Meiendorf  (* 10. Junijul. / 21. Juni 1795greg. auf Klein-Roop, Livland; heute Gemeinde Straupe, Lettland; † 12. Oktober 1863 in Würzburg) war ein deutsch-baltischer, russischer Offizier und Forschungsreisender.

## Leben und Wirken
Meyendorff stammte aus dem livländischen Zweig des deutsch-baltischen Adelsgeschlechts von Meyendorff und war der Sohn von Baron Kasimir von Meyendorff und seiner Frau Anna Katharina, geb. von Vegesack.  Gemeinsam mit seinen Brüdern Kasimir (1794–1854) und Peter besuchte er zunächst das von Napoleon Bonaparte gegründete Lycee Impériale in Metz. Er trat in russische Militärdienste und nahm als Unterleutnant an den Kämpfen gegen Napoleon teil. Am 6. September 1813 wurde er mit dem Orden Pour le Mérite ausgezeichnet.
1819 immatrikuliert er sich an der Universität Göttingen, ging jedoch schon im folgenden Jahr zurück nach Russland, um an der vom Zaren ausgesandten Expedition von Orenburg nach Buchara teilzunehmen. Die Expedition nahm ihren Weg durch die zuvor nur selten von einem Europäer betretene Steppe, die sich westwärts vom Aralsee bis zu den Ufern des Kaspischen Meeres ausbreitet. Ein wichtiges Ergebnis der Expedition war, wie Alexander von Humboldt später hervorhob, eine korrigierte Kartographie des Ostufers des Aralsees. Von Kungrad bis Khiwa folgten sie dem Lauf des Amudarja. Seine Begleiter auf dieser Reise waren die Naturforscher Eduard Friedrich Eversmann und Christian Heinrich Pander; alle drei publizierten später ihre wissenschaftlichen Forschungen und Entdeckungen. Meyendorffs eigene Schilderung erschien 1826 zunächst französisch in Paris, herausgegeben von Pierre Amédée Jaubert, eine deutsch Ausgabe erschien noch im selben Jahr in Jena.
1824 wurde er auf eine Expedition nach Kjachta geschickt, um Handelsverbindungen nach China zu erkunden, und bereiste auf dem Rückweg Astrachan und den Kaukasus.
Von 1828 bis 1835 Dirigent der kaiserlichen Schuldentilgungskommission. 1837 bis 1842 war er Livländischer Landrat. Ab 1854 war er Mitglied des Vorstands der Kaiserlichen Geographischen Gesellschaft.

## Werke
- Voyage d’Orenbourg à Boukhara fait en 1820. Paris: Dondey-Dupré 1826 Digitalisat

deutsch: Reise von Orenburg nach Buchara im Jahre 1820. Jena: Bran 1826